# Andreu Fontàs
Andreu Fontàs Prat, cunoscut mai ales ca Fontàs  (n. 14 noiembrie 1989), este un fotbalist spaniol care evoluează pentru Celta de Vigo.